# Episodi di Diario di una nerd superstar (seconda stagione)
La seconda stagione della serie televisiva Diario di una nerd superstar è andata in onda negli Stati Uniti d'America sul canale MTV dal 28 giugno 2012 al 20 settembre 2012.
In Italia la stagione viene trasmessa dal 22 novembre al 27 dicembre 2012 su MTV.
| nº | Titolo originale                  | Titolo italiano                  | Prima TV USA      | Prima TV Italia  |
| -- | --------------------------------- | -------------------------------- | ----------------- | ---------------- |
| 1  | Resolutions                       | Decisioni                        | 28 giugno 2012    | 22 novembre 2012 |
| 2  | Sex, Lies and the Sanctuary       | Sesso, bugie e il Santuario      | 5 luglio 2012     | 22 novembre 2012 |
| 3  | Three's a Crowd                   | Relazione affollata              | 12 luglio 2012    | 29 novembre 2012 |
| 4  | Are You There God? It's Me, Jenna | Dio, ci sei? Sono io, Jenna!     | 19 luglio 2012    | 29 novembre 2012 |
| 5  | My Love Is a Black Heart          | Il mio amore è un cuore nero     | 26 luglio 2012    | 6 dicembre 2012  |
| 6  | What Comes First: Sex or Love?    | È nato prima l'amore o il sesso? | 2 agosto 2012     | 6 dicembre 2012  |
| 7  | Another One Bites the Dust        | Another one bites the dust       | 9 agosto 2012     | 13 dicembre 2012 |
| 8  | Time After Time                   | Time after time                  | 16 agosto 2012    | 13 dicembre 2012 |
| 9  | Homewrecker Hamilton              | La rovina famiglie               | 23 agosto 2012    | 20 dicembre 2012 |
| 10 | Pick Me, Choose Me, Love Me       | Team Matty o Team Jake?          | 30 agosto 2012    | 20 dicembre 2012 |
| 11 | Once Upon a Blog                  | C'era una volta un blog          | 13 settembre 2012 | 27 dicembre 2012 |
| 12 | The Other Shoe                    | L'Europa può attendere...        | 20 settembre 2012 | 27 dicembre 2012 |

## Decisioni
- Titolo originale: Resolutions
- Diretto da: Lauren Iungerich
- Scritto da: Lauren Iungerich

### Trama
Jenna cerca di dimenticarsi della lettera scritta dalla madre passando un po' di tempo insieme a Jake. Durante una conversazione tra Lacey e Jenna, quest'ultima pensa che la madre le confessi di aver scritto la lettera, invece non lo fa. In seguito Jenna riceve due commenti nel suo blog da un anonimo, che sembra conoscerla molto bene. Jenna, Jake, Tamara e Ming vanno alla festa di Capodanno di Matty. Lissa si scusa con Jenna per tutte le cattiverie che le ha fatto. Jenna e Matty si ritrovano a parlare del ballo e la ragazza chiede scusa per quello che è successo e dice a Matty che comunque possono restare amici, ma Matty vuole un'altra possibilità. Il ragazzo quindi dà appuntamento a Jenna a mezzanotte, per ricominciare la loro storia. Jake è preoccupato perché Jenna non ha ancora risposto alla sua domanda di fidanzamento. Tamara trova Ricky a flirtare con una ragazza alla festa di Matty. Jake chiede a Jenna perché non ha risposto alla sua domanda di fidanzamento, ma lei trova una scusa per andarsene. Mancano 15 minuti alla mezzanotte e Jenna, grazie a Valerie, capisce qual è la giusta decisione: rimanere con Jake. ad andare da Matty è invece Sadie, che gli dice di amarlo, così Matty la bacia. Mentre stanno per avere un rapporto sessuale, però, Matty si addormenta. Tamara scopre che Ricky era veramente andato da sua nonna. Tamara si allontana un attimo e Sadie, arrabbiata per quello che era successo poco fa, bacia Ricky. Tornati a casa, Jake scopre che Jenna non è più vergine. La cosa però non lo scuote più di tanto e, finalmente, Jenna accetta la richiesta di fidanzamento. Jenna decide di far sapere alla madre di sapere chi è l'autore della lettera, scrivendo, in uno dei fogli nei quali Lacey aveva stampato la lettera, "Questo è ciò che sei tu".

## Sesso, bugie e il Santuario
- Titolo originale: Sex, Lies and the Sanctuary
- Diretto da: Erin Ehrlich
- Scritto da: Erin Ehrlich

### Trama
Jenna sta ufficialmente con Jake, il che la rende molto felice perché il ragazzo non cerca di nascondere la loro relazione. La felicità però dura poco, infatti gli studenti si accorgono che c'è una telecamera puntata sul Santuario. Jenna scopre che i video ripresi dalla telecamera sono stati pubblicati e Matty, preoccupato quanto lei, dice a Jenna che deve dire a Jake della loro relazione. la ragazza però non vuole dire niente a Jake, così manda Ming dalla mafia asiatica per sapere se, sulle riprese, compaiono anche lei e Matty. Intanto Lacey cerca di farsi perdonare da Jenna cucinando i suoi piatti preferiti. Jenna però dice a Lacey di dire al padre cosa è successo, ma Lacey non ce la fa. Lacey dice a Jenna che, scrivendo la lettera, voleva solo dargli una mano, così la ragazza le dice che, se non dirà a Kevin la verità, lo farà lei. Intanto a scuola le cose peggiorano a causa delle riprese, così Jenna decide di interrompere la ricerca del video e di dire tutto a Jake. Matty viene a sapere da Jake che è non riesce a mandare giù il fatto che Jenna non sia più vergine e che la ragazza era innamorata del ragazzo precedente (cioè di Matty). In seguito Matty dice a Jenna di amarla. Jake dice a Jenna che non vuole sapere con chi ha perso la verginità, poiché adesso stanno insieme. Becca, una ragazza asiatica, dice a Ming che Jenna non appare nelle riprese. Jenna incontra Matty al Santuario per parlare di quello che Matty le aveva detto poco prima. Jenna però gli dice che vuole rimanere con Jake, perché lui non la mette a disagio, cosa che invece faceva Matty. Jenna riceve un altro messaggio sul suo blog dall'anonimo e decide di rispondergli. Lacey continua a preparare pasti per farsi perdonare da Jenna, ma la ragazza le dice che non racconterà niente al padre, poiché è un segreto di Lacey. In seguito Lacey dice a Kevin della lettera. Infine Jenna dice a Jake che non è più innamorata del suo ex ragazzo e che è completamente innamorata di lui.

## Relazione affollata
- Titolo originale: Three's a Crowd
- Diretto da: David Katzenberg
- Scritto da: Kelly Fullerton

### Trama
Matty sta diventando sempre più opprimente con Jenna, stando sempre insieme a lei e a Jake. Valerie, diventata vicepreside grazie alla mafia cinese, dà il via alla settimana contro il bullismo. A Jenna sale il dubbio che possa essere stata involontariamente crudele con Matty stando sempre attaccata a Jake. Tamara è costretta a fare volontariato per la corsa campestre di venerdì, poiché ha offeso Ricky perché stava pomiciando con una ragazza. Tamara in seguito consiglia a Jenna di non "sbattere in faccia" a Matty la sua relazione, e lei accetta. Kevin, dopo che Lacey gli ha detto della lettera, cerca di evitarla il più possibile. Tamara pensa che Matty stia cercando di far lasciare Jake e Jenna, così dice alla ragazza di stare molto attenta. Matty si autoinvita all'appuntamento di Jenna e Jake, cercando di mettere in cattiva luce Jake davanti a Jenna. In seguito arriva Kevin, che fa andare via Matty e Jake. Jenna ha finalmente capito che Matty sta sabotando il suo rapporto con Jake, così continua a stare attaccata a Jake davanti a Matty. Kevin prende la decisione di andare a vivere dai suoi per un po' di tempo, il che fa arrabbiare Jenna. Jenna decide di affrontare Matty, chiedendogli di smetterla di mettersi tra lei e Jake, ma scopre che in realtà è stato Jake a chiedere a Matty di stare insieme a loro. Jenna, infine, pensa che il terzo in comodo non sia Matty, ma lei, così decide di far passare a Jake e Matty un po' di tempo insieme. Sadie però ha capito che Matty stava cercando realmente di sabotarli. Lacey si presenta alla corsa campestre e si scusa con Jenna per aver scritto la lettera. Poiché Jenna capisce che il padre starà via per molto tempo, decide di perdonarla.

## Dio, ci sei? Sono io, Jenna!
- Titolo originale: Are You There God? It's Me, Jenna
- Diretto da: Ryan Shiraki
- Scritto da: Annabel Oakes

### Trama
Jenna si sente responsabile per la separazione dei suoi genitori. Lissa le propone di andare al ritiro della chiesa e lei le risponde che ci penserà, anche se ci vuole andare. Sadie chiede scusa a Lissa per quello che le ha fatto fare, ma la ragazza non ne vuole sapere di perdonarla, dicendole anche che probabilmente lei e Jenna diventeranno migliori amiche, cosa che fa rimanere Sadie senza parole. Jenna va da Valerie perché si sente depressa dopo la rottura tra i suoi e le dice che vuole andare in ritiro con la chiesa. Valerie però le dice che non è una buona idea, cosa che le aveva detto Tamara poco prima. Jenna, allora, va da Jake per cercare di distrarsi, ma il ragazzo sta parlando con Matty della ragazza che l'ha mollato la sera del ballo (cioè di Jenna). Jenna così capisce che stava per porre fine all'amicizia con Matty, così decide definitivamente di andare al ritiro. La ragazza, però, cambia ben presto idea, quando scopre che al ritiro parteciperà anche Sadie, ma ormai è troppo tardi. Tamara inizia a credere che Kyle abbia smesso di stalkerizzare Jenna per iniziare con lei. Sadie dice a Jenna di stare lontana da Lissa, ma questa le chiede di scusarsi subito con Jenna. Jenna vuole andare via dal ritiro, ma Clark la convince a rimanere. Grazie a Valerie, Lacey riesce a mangiare da sola per la prima volta e le due diventano amiche. Jenna, tornata a casa, riceve un altro messaggio dall'anonimo sul suo blog, che dice "Tu non sei sola, Jenna. Ci sono qui io". Jenna gli risponde "Chi sei?", ma l'anonimo le risponde in modo misterioso. Tamara decide di affrontare Kyle, ma scopre che in realtà il suo gruppo non parla di lei. Lissa decide di perdonare Sadie e di dare una lezione a Jenna per averle rubato il fidanzato. Jenna e Matty decidono di fare pace, ma Jenna scopre che Matty è attratto da un'altra ragazza.

## Il mio amore è un cuore nero
- Titolo originale: My Love Is a Black Heart
- Diretto da: David Katzenberg
- Scritto da: Michael J. Cinquemani

### Trama
È il giorno di San Valentino ed è la prima volta che Jenna lo festeggia. Matty va da Jenna per sapere come rendere perfetta una serata di San Valentino e la ragazza, pensando che Matty sia stato mandato da Jake, gli dice delle cose che avrebbe piaciuto fare. In seguito arriva Jake, che regala a Jenna una coccinella di peluche e le dà appuntamento alle 7 di quella sera. Mentre il ragazzo parla, però, Jenna è distratta da Matty, che parla con la ragazza da cui è attratto. Ming andrà alla "Festa dei cuori in pena" e Tamara vuole andare con lei, però Ming le dice che non è una buona idea, poiché ci sarà anche Ricky Schwartz. Jenna, che inizialmente doveva uscire con il padre, gli dice che ha già un appuntamento e che comunque può uscire con la madre, ma lui dice di no. Lacey, sentito tutto, butta via il regalo che aveva comprato per Kevin. Arrivati al ristorante, Jenna e Jake si accorgono che Matty e la sua ragazza, Courtney, stanno cenando proprio nel tavolo vicino al loro. alla "Festa dei cuori in pena", invece, Ming incontra un ragazzo di nome Fred e Tamara cerca di far ingelosire Ricky in tutti i modi. Durante la cena di Jenna e Jake, il ragazzo inizia a parlare con Matty, ignorando quasi completamente Jenna. Jenna sbatte la testa sul tavolo, dopo aver visto che Matty e Courtney si stanno tenendo per mano. Mentre sta parlando con Tamara poiché si è accorta che è realmente gelosa di Matty, questo arriva e le dà del ghiaccio da mettere sulla botta. Matty ringrazia Jenna per i consigli che gli ha dato e che non voleva rovinare la relazione con Courtney come aveva fatto con Jenna. Tamara vede Ricky e Sadie baciarsi. Tornati a casa, Jake dice a Jenna di amarla e i due si baciano. Jenna trova davanti alla porta di casa un regalo per lei da parte di suo padre, ma invece lo dà a Lacey, dicendo che glielo ha regalato Kevin.

## È nato prima l'amore o il sesso?
- Titolo originale: What Comes First: Sex or Love?
- Diretto da: Ryan Shiraki
- Scritto da: Lauren Iungerich

### Trama
Jenna è presa dai sensi di colpa, dopo aver risposto freddamente alla dichiarazione di Jake. La migliore amica di Lacey, Ally, annuncia che si sposerà con un uomo molto ricco di nome Dan. Jenna dice a Tamara e Ming che prova qualcosa per Jake, ma non sa esattamente cosa, così Tamara le dice che questo significa che non è innamorata di lui. Intanto la relazione tra Sadie e Ricky continua. Tamara chiede a Jenna quando ha capito di essere innamorata di Matty e lei le risponde che l'ha capito dopo averci fatto l'amore assieme, così Tamara le dice che deve farlo anche con Jake. Jenna inizialmente non ne è convinta, ma poi ci sta. Mentre lo propone a Jake, però, la ragazza schiaccia accidentalmente l'altoparlante della scuola, così tutti lo vengono a sapere. In seguito Matty dice a Jenna di andarci piano con Jake, perché è molto nervoso, e che Jenna gli piace veramente. Jenna capisce finalmente che Matty è solo un suo amico. Sadie dice a Ricky che lo ha baciato solo perché in quel momento era vulnerabile, Ricky ci rimane male e così Sadie gli dà appuntamento a dopo per dirsi addio. Jake, che non aveva avuto modo di dirglielo prima, risponde di sì a Jenna e si danno appuntamento per quel pomeriggio a casa di Jenna. Il piano però fallisce, poiché a casa di Jenna ci sono Lacey, Ally e Valerie. In seguito Jenna scopre che Dan, il futuro marito di Ally, è lo zio di Sadie. Ally dice a Lacey che al suo matrimonio cercherà di farle conoscere qualcuno e Lacey si rattrista perché capisce che non ha più speranze di tornare con Kevin. Jenna chiama Jake, dicendo che è pronta per avere un rapporto sessuale. Jake però dice a Jenna che non deve farlo solo per quello che gli ha risposto l'altra sera. Entrambi non sono ancora pronti per farlo, quindi decidono di aspettare.

## Un altro Morde la polvere
- Titolo originale: Another One Bites the Dust
- Diretto da: Lauren Iungerich
- Scritto da: Lauren Iungerich

### Trama
Ally si sposa. Jenna pensa che sia cambiata, ma in realtà è sempre quella di una volta. Jenna è pronta per avere un rapporto sessuale con Jake. Lacey è sicura che, al matrimonio di Ally, si riavvicinerà a Kevin, ma Ally le dice che Kevin non verrà. Tuttavia al matrimonio verrà Ben, l'ex fidanzato di Lacey e Jenna è preoccupata che tra i due possa succedere qualcosa. Le assistenti del matrimonio non trovano il paniere che avrebbe dovuto portare Jenna, così una delle due si licenzia e viene sostituita da Tamara. Ally se la prende con Jenna, così la ragazza si rifiuta di spargere i fiori al matrimonio. Jenna, senza più impegni, chiama Jake e gli dà appuntamento alle 5 di quel pomeriggio per avere un rapporto sessuale. Jake chiede a Matty chi era la ragazza che l'ha mollato la sera del ballo, ma Matty viene salvato da una chiamata di Courtney. Matty dice che probabilmente si fidanzeranno e che grazie a Courtney sta dimenticando quella del ballo (cioè Jenna). Tamara trova il paniere, ma Jenna le dice di nasconderlo, cosicché Ally non la possa costringere ad andare al suo matrimonio. Tamara sente Sadie parlare al telefono con Ricky e la cosa la irrita, mentre Jenna scopre che Lacey e Ben si stavano per sposare. Jenna suppone che sua madre sia stata con Ben prima di stare con Kevin. In seguito arriva Ben e Jenna decide di andare al matrimonio, per sorvegliare sua madre. Jenna dice a Ben, anche se indirettamente, di non provarci con sua madre, perché è ancora sposata. In seguito scopre che Ben ha fatto perdere la verginità a Lacey, così Jenna chiama Kevin per dirgli che deve assolutamente andare al matrimonio. Monica, una delle damigelle di Ally, deve partorire, e viene sostituita da Valerie. Jenna chiede a Valerie di distrarre Ben per tutto il matrimonio, così che Lacey non possa starci insieme. Lacey chiede a Jenna perché ha chiamato Kevin dicendogli che c'è un'emergenza. Jenna le spiega il perché e Lacey le dice che non si deve preoccupare. Matty, che ha portato a Jake il vestito per il matrimonio, dice a Jenna che lei e Jake stanno bene insieme, anche se a volte fa male e Jenna gli dice la stessa cosa. In seguito Jenna sente Ben dire al telefono che forse quella sera si rifarà del tempo perso. Jenna vede Lacey e Ben flirtare, così toglie il bicchiere di vino alla madre, dicendole che potrebbe fare qualcosa di cui potrebbe pentirsi. Tamara vuole andare via dal matrimonio, poiché non riesce a sopportare di vedere Sadie e Ricky pomiciare. Jenna va a dire a Sadie di andarci piano con Ricky, poiché Tamara li vede e ci sta male, e che Ricky prima o poi la tradirà. Lacey dice ad Ally che può ancora chiedere l'annullamento del matrimonio, ma Ally le dice che è andata di corsa perché non voleva che Dan ci ripensasse. Jenna vede Lacey e Ben che si guardano sorridendo, così dice a Valerie di entrare in azione. Valerie però le dice che non può farlo, poiché Ben non è il suo tipo e che non riesce a fingere, così tiene occupata Lacey. Sadie chiede a Ricky quante ragazze ha tradito e lui le dice che ha tradito tutte le ragazze con cui è stato, ma che Sadie è un'altra cosa e che ama solo lei. Sadie glielo fa ripetere, in modo che Tamara possa sentirlo. Jenna dice a Ben di smetterla, che sua madre è ancora innamorata di suo padre e che torneranno insieme. Jake, saputo cosa è successo a Tamara, va da Sadie per dirgli di andarci piano. Jenna manda un messaggio vocale a Jake, dicendogli che era il momento di avere un rapporto sessuale e che lo ama, ma Sadie dice a Jake che l'ex di Jenna e colui che le ha fatto perdere la verginità è Matty.

## Di in volta in volta
- Titolo originale: Time After Time
- Diretto da: Lauren Iungerich
- Scritto da: Erin Ehrlich e Lauren Iungerich

### Trama
Jenna, dopo aver finalmente capito di amare Jake, viene sconvolta dal fatto che il ragazzo la lascia. Valerie è riuscita a distrarre Ben con alcune donne. Jenna dice a Tamara cos'è accaduto e lei le dice che scoprirà cos'è successo. Sadie, che vede Jenna piangere, non perde l'occasione per prenderla in giro. Jake chiama Matty e gli dice che ha lasciato Jenna e che ha il sospetto che uscisse con il suo ex ragazzo (cioè Matty) mentre lei e Jake stavano insieme. Jake chiede a Matty se c'è qualcosa che non sa, e Matty gli risponde che a Jenna piace soltanto Jake. Tamara incontra un bambino innamorato di lei. Jenna affronta Jake, chiedendogli cosa sta succedendo e lui le risponde semplicemente che tra loro due non può funzionare. Jenna però vuole sapere perché, tutt'a un tratto, Jake è arrabbiato con lei. Jake però se ne va. Ben riesce a stare da solo con Lacey e le dice che è stato innamorato di lei per tutto il tempo, così i due si baciano. Jenna sfortunatamente li vede e chiama suo padre, dicendogli che Ben è al matrimonio. Matty manda un messaggio a Jake con scritto "Tutto ok?", ma Jake non gli risponde. Jenna dice ad Ally che il suo piano per rovinare la sua famiglia ha funzionato, ma Ally le dice che è stato Kevin a rovinare tutto: Kevin, una volta, spezzava sempre il cuore a Lacey, lasciandola in continuazione. Matty, mentre sta pomiciando con Courtney, non riesce a smettere di pensare a quello che è successo tra Jake e Jenna. Kevin arriva al matrimonio e chiede ad Ally dov'è Lacey, e i due la vedono mentre balla un lento con Ben. Jenna intanto si chiede se sua madre avrebbe continuato la sua relazione con Ben se lei non fosse nata. Valerie si accorge che Sadie sta cercando di far umiliare Ally, facendole bere tantissimi alcolici. Valerie le dice che non dovrebbe farlo ma, dopo che Ally la offende, è lei stessa a darle della vodka. Matty va da Jenna dicendole che sa cos'è successo e la ragazza gli chiede cos'ha che non va, ma Matty le dice che non ha niente che non va. Lacey dice a Ben che le ha fatto piacere rivederlo, ma che non vuole stare con lui. Jake ascolta il messaggio che gli aveva mandato Jenna e capisce di aver fatto una stupidaggine. Ricky ci prova con Tamara e la invita a ballare, ma il bambino che ha incontrato poco prima la porta via. Jenna dice a Matty che è ancora innamorata di lui e i due si baciano sotto gli occhi increduli di Jake.

## La rovina famiglie
- Titolo originale: Homewrecker Hamilton
- Diretto da: Joe Nussbaum
- Scritto da: Kelly Fullerton e Vera Herbert

### Trama
Jenna si trattiene dal chiedere a Jake una spiegazione, ma non ce la fa e gli invia un messaggio. In seguito sente una messaggio vocale di una certa Anna, che chiama il padre "tesoruccio". Kevin regala una macchina a Jenna, ma la ragazza pensa che l'abbia fatto perché lui e Lacey stanno per divorziare. Jake invia un'immagine a Jenna che mostra lei e Matty baciarsi e le scrive "Sei una traditrice". Tamara rivela a Jenna che Jake era tornato al matrimonio per cercarla e Ming suppone che avesse voluto tornare insieme a Jenna. Jenna, allora, decide di chiarirsi con Jake, ma il ragazzo se ne va. Ming, intanto, continua ad avere favori da Becca e le chiede se sa dov'è finito Fred, ma Becca dice di non conoscerlo. Jenna dice a Jake che non l'ha tradito, poiché, nel momento in cui si è baciata con Matty, tecnicamente era single. Jake però le rivela che sa tutto della storia che ha avuto con Matty. Jenna si arrabbia con Matty dicendogli che lei in quel momento era vulnerabile e lui se n'è approfittato. Matty va da Sadie per chiederle se è stata lei a dire a Jake della storia tra lui e Jenna, e Sadie gli risponde di sì e gli dice anche che Matty avrebbe dovuto dire a Jake della sua storia con Jenna fin dall'inizio. Matty allora va a parlare con Jake, ma il ragazzo lo respinge. Ming chiede a Fred perché non vuole parlare con lei, ma Fred non le risponde e Ming inizia a pensare che la mafia asiatica la stia prendendo in giro, dopo averle dato le risposte sbagliate di un test. Durante la ruota del destino, Jenna si offre volontaria, cosicché Jake possa ascoltarla. Jenna quindi dice a Jake che non lo ha mai tradito e che è stata con Matty ancora prima di conoscerlo. Jake allora invita Matty a salire sul palco, Lissa gira la ruota e Jake la ferma su "Sputa il rospo o gioca sporco". Jake chiede a Matty se ha mai tradito qualcuno ma lui risponde di no, così Jenna deve "giocare sporco" e Sadie propone un bacio tra Jenna e Matty. La proposta viene accettata ma Matty dice che non è divertente, così Jake inizia a prenderlo a pugni. Matty a sua volta gli tira un pugno rivelando pubblicamente che ha fatto sesso con Jenna. Matty si prende la colpa per tutto l'accaduto e dice a Jake che Jenna ha sempre voluto dirgli della loro relazione, ma Matty gli aveva chiesto di non farlo. Jenna chiede scusa a Jake per tutto quello che è successo e gli dice che lo ama ancora, ma Jake non le crede più. Ming scopre che Becca è l'ex fidanzata di Fred e capisce che le stanno accadendo delle cose brutte per questo motivo, ma Fred le dice che quello è solo l'inizio. In seguito, qualcuno scrive sulla macchina di Jenna "troia". Jenna dice a Lacey che lei e Kevin non torneranno più insieme e che il padre si vede con una donna di nome Anna e che, se le ha comprato una macchina, è perché vuole il divorzio. Jenna riceve l'ennesimo messaggio dall'anonimo, che le scrive "Non sei una rovina famiglie". Jenna allora gli chiede se la conosce, poiché lei non ha mai usato quel termine. L'anonimo dice di conoscerla, di essere un suo amico e di fidarsi di lui, così Jenna gli scrive che tutti la odiano e lui "Io non ti odio". Jenna scopre che il suo blog, che fino ad allora era stato segreto, scopre che adesso è di dominio pubblico. Jenna capisce di aver danneggiato tutti quelli di cui aveva parlato nel blog (eccetto Tamara e Ming) e scopre di essere stata lei stessa a pubblicarlo.

## Team Matty o Team Jake?
- Titolo originale: Pick Me, Choose Me, Love Me
- Diretto da: Joe Nussbaum
- Scritto da: Lauren Iungerich

### Trama
Poiché scrivere sul blog non è più sicuro, Jenna inizia a scrivere su un diario. Jenna vede Kevin e Lacey uscire insieme dalla doccia e i due le dicono che stanno lavorando per tornare insieme. A seguito di alcuni insulti che riceve, Lacey scopre che, a scuola, tutti sanno della lettera che ha scritto a Jenna. Valerie dice a Lacey che le madri dovrebbero sostenere i figli e non umiliarli, così le dice che tra loro l'amicizia è finita. Ming ottiene nuovamente la protezione da parte della mafia asiatica, poiché Becca ha paura di Jenna e quindi anche di Ming. Jenna scopre di avere dei fan che le chiedono consigli e altro. Sadie è arrabbiata con Jenna perché, a causa del suo blog, tutti sanno della sua relazione con Ricky, ma Lissa le dice che ne erano a conoscenza ancora prima che il blog venisse pubblicato. Tamara incoraggia Jenna ad andare a parlare con Jake e Matty, ma i due ragazzi le voltano le spalle. Dopo aver visto un film, Matty e Jake promettono di dirsi sempre la verità e fanno pace, poi però dicono entrambi di amare Jenna. Valerie chiede a Jenna di aiutarla a scrivere le sue memorie. In seguito Matty e Jake dicono a Jenna che non permetteranno a nessuno di mettersi in mezzo alla loro amicizia, così obbligano la ragazza a scegliere uno dei due. Jenna scopre che Lacey ha ricevuto telefonate di persone che la prendono in giro per tutta la mattina, così Jenna le chiede scusa. Lacey però le dice che non deve essere perdonata, così Jenna le chiede di nuovo perché ha scritto la lettera e Lacey le risponde che, il giorno in cui ha scritto la lettera, sua madre l'aveva chiamata e le aveva detto che non stava educando bene Jenna e Lacey, invece di ignorarla, le ha dato retta. Lacey rivela a Jenna anche che Kevin non stava con Lacey per la donna, ma per Jenna. Jake e Matty vanno da Jenna, chiedendole se ha deciso e la ragazza dice loro che dovrebbero fidanzarsi tra di loro. Kevin dice a Jenna che non dovrebbe essere dura con sua madre e che lui, al contrario di Lacey, non era molto presente durante l'infanzia di Jenna. Mentre sta decidendo il ragazzo con cui stare, Jenna va invece da sua madre e le canta la canzoncina che da piccola sua madre le cantava per farla addormentare.

## C'era una volta un blog
- Titolo originale: Once Upon a Blog
- Diretto da: Michael Blieden
- Scritto da: Erin Ehrlich

### Trama
Mentre sta scrivendo nel blog, Jenna continua a ricevere messaggi di persone che la incitano alla scelta dei ragazzi. Jenna allora, per sapere qual è la giusta scelta da fare, ripercorre il passato, dall'incontro con Matty al campo estivo e pensa a come sarebbero potute andare le cose diversamente. Dopo il suo viaggio nel passato, però, Jenna capisce che non aveva senso cambiare il passato, poiché potrebbe essere andato peggio di come sono andate le cose in realtà le cose. Jenna cambia lo stato del suo blog da "pubblico" a "privato" e finalmente prende una decisione.

## L'Europa può attendere...
- Titolo originale: The Other Shoe
- Diretto da: Michael Blieden
- Scritto da: Lauren Iungerich

### Trama
Jenna ha scelto Matty e Jake non sembra poi così sconvolto. La scuola organizza un viaggio in Europa per gli studenti del secondo anno e Tamara ci vuole andare. Jenna però è preoccupata perché ha paura che possa capitare qualcosa di brutto tra lei e Matty. Intanto Sadie tenta di essere gentile con Ricky. Jenna vede Jake parlare con alcune ragazze e pensa che, anche se lui ha detto il contrario, non sia tranquillo, così decide di comportarsi come una vera donna per mantenere la loro amicizia. Jake però le dice che non mentiva quando le ha detto che gli andava bene la sua decisione e che comunque non troverà facilmente un'altra ragazza come Jenna. Valerie incontra Lacey, Jenna e Kevin nel suo ufficio e scopre che Lacey e Kevin sono tornati insieme, così li invita a lasciar andare Jenna alla gita in Europa. Kevin però dice che non è possibile poiché sono a corto di soldi e Lacey dice che ci penseranno. Jenna è in continua ricerca di un problema da affrontare, ma non ce ne è neanche uno e così la ragazza si preoccupa. Matty le dice che deve stare tranquilla, perché passeranno l'intera estate al campeggio e, mentre stanno per avere un rapporto sessuale, entrano nella camera Lacey e Kevin che dicono a Jenna che andrà in Europa. Jenna allora dice a Matty che si divertiranno insieme in Europa, ma il ragazzo dice che è già impegnato col campeggio e che non vuole rinunciarci, ma che Jenna può tranquillamente andare in Europa. Tamara vede sua madre che flirta con una donna e, per andare in Europa, la ricatta. Inoltre decide di organizzare una festa a tema per convincere Matty a cambiare idea, ma Jenna non ne è così convinta. Jenna non sa se andare in Europa o rimanere con Matty, così chiede il parere alla madre, convinta che le dica di rimanere a casa, ma Lacey le dice invece di andare in Europa. Jenna però, grazie alle parole della madre, decide di invitare Matty alla festa di Tamara per convincerlo ad andare con lei in Europa. Sadie non sa cosa fare con Ricky, così Lissa le propone di farci sesso. In seguito Lissa invia un messaggio a Jake e gli propone di avere un rapporto sessuale e il ragazzo è preoccupato perché stanno iniziando a girargli attorno un sacco di ragazze. Tamara scopre che le iscrizioni per la gita sono chiuse e quindi lei non ci potrà andare. Fred dice a Ming che andrà in un'altra scuola a causa di Becca e che questa vuole fare del male a Ming. I due si baciano e Fred se ne va. Ming dice a Jenna e Tamara che si vendicerà contro Becca. Jake, per nascondersi da Lissa, entra nella macchina dove c'è Tamara. Clark dice a Jenna di seguire l'istinto, così la ragazza decide di restare con Matty e di cedere il suo biglietto a Tamara. Durante una conversazione, Tamara si arrabbia con Jake, poiché il ragazzo si lamenta di ricevere troppe attenzioni, mentre nessuno pensa a Tamara. Jake allora le dice che è folle il fatto che Tamara pensi che le cose non si rimetteranno mai a posto e i due finiscono per baciarsi. Jenna li vede e, gelosa, lo dice a Clark. Clark però le dice che lei ha scelto Matty e Jenna scopre che è Clark l'anonimo che le scriveva sul blog. Sadie poco dopo vede Ricky pomiciare con Clark. Ubriaca, sta per scusarsi con Jenna e Tamara per quello che ha fatto, ma si addormenta. Jenna raggiunge Matty e gli dice che rimane con lui. Jenna finalmente capisce di aver quello che voleva, ma non è sicura che sia anche ciò di cui ha bisogno.